# Liste der Gebietsänderungen in Mecklenburg-Vorpommern vor 1995
Die Liste der Gebietsänderungen in Mecklenburg-Vorpommern vor 1995 enthält wichtige Änderungen der Gemeindegebiete des Landes Mecklenburg-Vorpommern in der Zeit vom 3. Oktober 1990 bis zum 31. Dezember 1994. Dazu zählen unter anderem Zusammenschlüsse und Trennungen von Gemeinden, Eingliederungen von Gemeinden in eine andere, Änderungen des Gemeindenamens und größere Umgliederungen von Teilen einer Gemeinde in eine andere.

## Legende
- Datum: juristisches Wirkungsdatum der Gebietsänderung
- Gemeinde vor der Änderung: Gemeinde vor der Gebietsänderung
- Maßnahme: Art der Änderung
- Gemeinde nach der Änderung: Gemeinde nach der Gebietsänderung
- Landkreis: Landkreis der Gemeinde nach der Gebietsänderung
- OT: Ortsteil

Die Sortierung erfolgt chronologisch: Datum, kreisfreie Städte, Landkreise, aufnehmende oder neu gebildete Gemeinde. Heute noch bestehende Gemeinden sind farbig unterlegt. Die Gemeinden, die nach Mecklenburg-Vorpommern wechselten, sind grün, diejenigen, die das Land verließen, rot unterlegt.

## Liste
| Datum      | Gemeinde vor der Änderung                                                                  | Maßnahme                                                                                   | Gemeinde nach der Änderung                                                                 | Landkreis                                                                                  |
| ---------- | ------------------------------------------------------------------------------------------ | ------------------------------------------------------------------------------------------ | ------------------------------------------------------------------------------------------ | ------------------------------------------------------------------------------------------ |
| 01.01.1991 | Neuleben                                                                                   | Eingliederung                                                                              | Lüdersdorf                                                                                 | Grevesmühlen                                                                               |
| 01.01.1991 | Zirchow OT Garz                                                                            | Neubildung                                                                                 | Garz                                                                                       | Wolgast                                                                                    |
| 11.02.1991 | Vitense Parber                                                                             | Namensänderung                                                                             | Vitense                                                                                    | Gadebusch                                                                                  |
| 25.04.1991 | Bölkow                                                                                     | Namensänderung                                                                             | Mühl Rosin                                                                                 | Güstrow                                                                                    |
| 10.07.1991 | Rüterberg                                                                                  | Namensänderung                                                                             | Rüterberg („Dorfrepublik“ 1961–1989)                                                       | Hagenow                                                                                    |
| 01.10.1991 | Gnemern                                                                                    | Eingliederung                                                                              | Klein Sien                                                                                 | Bützow                                                                                     |
| 01.01.1992 | Biendorf OT Sandhagen                                                                      | Umgliederung                                                                               | Jörnstorf                                                                                  | Bad Doberan                                                                                |
| 01.01.1992 | Vorbein                                                                                    | Eingliederung                                                                              | Loitz                                                                                      | Demmin                                                                                     |
| 14.01.1992 | Elmenhorst                                                                                 | Namensänderung                                                                             | Elmenhorst/Lichtenhagen                                                                    | Rostock                                                                                    |
| 01.02.1992 | Gerdshagen                                                                                 | Auflösung                                                                                  |                                                                                            | Güstrow                                                                                    |
| 01.02.1992 | Gerdshagen                                                                                 | Eingliederung                                                                              | Lohmen                                                                                     | Güstrow                                                                                    |
| 01.02.1992 | Gerdshagen OT Klein Upahl                                                                  | Neubildung                                                                                 | Klein Upahl                                                                                | Güstrow                                                                                    |
| 22.04.1992 | Fürstensee Klein Trebbow                                                                   | Eingliederung                                                                              | Neustrelitz                                                                                | Neustrelitz                                                                                |
| 28.04.1992 | Kasnevitz                                                                                  | Eingliederung                                                                              | Putbus                                                                                     | Rügen                                                                                      |
| 01.06.1992 | Ventschow OT Dämelow, Neuhof                                                               | Umgliederung                                                                               | Bibow                                                                                      | Sternberg                                                                                  |
| 01.08.1992 | Brunow Landkreis Perleberg Brandenburg                                                     | Umgliederung                                                                               | Brunow                                                                                     | Ludwigslust                                                                                |
| 01.08.1992 | Dambeck Landkreis Perleberg Brandenburg                                                    | Umgliederung                                                                               | Dambeck                                                                                    | Ludwigslust                                                                                |
| 01.08.1992 | Berge Landkreis Perleberg Brandenburg OT Pampin, Platschow                                 | Umgliederung                                                                               | Ziegendorf                                                                                 | Ludwigslust                                                                                |
| 01.08.1992 | Besandten Landkreis Ludwigslust                                                            | Umgliederung                                                                               | Besandten                                                                                  | Perleberg, Brandenburg                                                                     |
| 01.08.1992 | Eldenburg Landkreis Ludwigslust                                                            | Umgliederung                                                                               | Eldenburg                                                                                  | Perleberg, Brandenburg                                                                     |
| 01.08.1992 | Lanz Landkreis Ludwigslust                                                                 | Umgliederung                                                                               | Lanz                                                                                       | Perleberg, Brandenburg                                                                     |
| 01.08.1992 | Lenzen/Elbe Landkreis Ludwigslust                                                          | Umgliederung                                                                               | Lenzen/Elbe                                                                                | Perleberg, Brandenburg                                                                     |
| 01.08.1992 | Mellen Landkreis Ludwigslust                                                               | Umgliederung                                                                               | Mellen                                                                                     | Perleberg, Brandenburg                                                                     |
| 01.08.1992 | Wootz Landkreis Ludwigslust                                                                | Umgliederung                                                                               | Wootz                                                                                      | Perleberg, Brandenburg                                                                     |
| 01.08.1992 | Bagemühl Landkreis Pasewalk                                                                | Umgliederung                                                                               | Bagemühl                                                                                   | Prenzlau, Brandenburg                                                                      |
| 01.08.1992 | Brüssow Landkreis Pasewalk                                                                 | Umgliederung                                                                               | Brüssow                                                                                    | Prenzlau, Brandenburg                                                                      |
| 01.08.1992 | Fahrenholz Landkreis Pasewalk                                                              | Umgliederung                                                                               | Fahrenholz                                                                                 | Prenzlau, Brandenburg                                                                      |
| 01.08.1992 | Grünberg Landkreis Pasewalk                                                                | Umgliederung                                                                               | Grünberg                                                                                   | Prenzlau, Brandenburg                                                                      |
| 01.08.1992 | Güterberg Landkreis Pasewalk                                                               | Umgliederung                                                                               | Güterberg                                                                                  | Prenzlau, Brandenburg                                                                      |
| 01.08.1992 | Jagow Landkreis Pasewalk                                                                   | Umgliederung                                                                               | Jagow                                                                                      | Prenzlau, Brandenburg                                                                      |
| 01.08.1992 | Lemmersdorf Landkreis Pasewalk                                                             | Umgliederung                                                                               | Lemmersdorf                                                                                | Prenzlau, Brandenburg                                                                      |
| 01.08.1992 | Lübbenow Landkreis Pasewalk                                                                | Umgliederung                                                                               | Lübbenow                                                                                   | Prenzlau, Brandenburg                                                                      |
| 01.08.1992 | Milow Landkreis Pasewalk                                                                   | Umgliederung                                                                               | Milow                                                                                      | Prenzlau, Brandenburg                                                                      |
| 01.08.1992 | Nechlin Landkreis Pasewalk                                                                 | Umgliederung                                                                               | Nechlin                                                                                    | Prenzlau, Brandenburg                                                                      |
| 01.08.1992 | Trebenow Landkreis Pasewalk                                                                | Umgliederung                                                                               | Trebenow                                                                                   | Prenzlau, Brandenburg                                                                      |
| 01.08.1992 | Wilsickow Landkreis Pasewalk                                                               | Umgliederung                                                                               | Wilsickow                                                                                  | Prenzlau, Brandenburg                                                                      |
| 01.08.1992 | Wismar Landkreis Pasewalk                                                                  | Umgliederung                                                                               | Wismar                                                                                     | Prenzlau, Brandenburg                                                                      |
| 01.08.1992 | Woddow Landkreis Pasewalk                                                                  | Umgliederung                                                                               | Woddow                                                                                     | Prenzlau, Brandenburg                                                                      |
| 01.08.1992 | Wolfshagen Landkreis Pasewalk                                                              | Umgliederung                                                                               | Wolfshagen                                                                                 | Prenzlau, Brandenburg                                                                      |
| 01.08.1992 | Wollschow Landkreis Pasewalk                                                               | Umgliederung                                                                               | Wollschow                                                                                  | Prenzlau, Brandenburg                                                                      |
| 14.08.1992 | Hoppenwalde                                                                                | Eingliederung                                                                              | Eggesin                                                                                    | Ueckermünde                                                                                |
| 09.09.1992 | Gehren Neuensund                                                                           | Eingliederung                                                                              | Strasburg                                                                                  | Strasburg                                                                                  |
| 06.10.1992 | Remlin OT Granzow                                                                          | Umgliederung                                                                               | Altkalen                                                                                   | Teterow                                                                                    |
| 01.01.1993 | Selpin OT Vilz                                                                             | Umgliederung                                                                               | Tessin                                                                                     | Rostock                                                                                    |
| 02.02.1993 | Hiddensee                                                                                  | Namensänderung                                                                             | Insel Hiddensee                                                                            | Rügen                                                                                      |
| 02.02.1993 | Saßnitz                                                                                    | Namensänderung                                                                             | Sassnitz                                                                                   | Rügen                                                                                      |
| 01.05.1993 | Klockenhagen                                                                               | Eingliederung                                                                              | Ribnitz-Damgarten                                                                          | Ribnitz-Damgarten                                                                          |
| 13.05.1993 | Pätow                                                                                      | Namensänderung                                                                             | Pätow-Steegen                                                                              | Hagenow                                                                                    |
| 30.06.1993 | Teldau OT Neu Bleckede, Neu Wendischthun                                                   | Umgliederung                                                                               | Bleckede                                                                                   | Lüneburg, Niedersachsen                                                                    |
| 30.06.1993 | Dellien                                                                                    | Umgliederung                                                                               | Dellien                                                                                    | Lüneburg, Niedersachsen                                                                    |
| 30.06.1993 | Haar                                                                                       | Umgliederung                                                                               | Haar                                                                                       | Lüneburg, Niedersachsen                                                                    |
| 30.06.1993 | Kaarßen                                                                                    | Umgliederung                                                                               | Kaarßen                                                                                    | Lüneburg, Niedersachsen                                                                    |
| 30.06.1993 | Neuhaus/Elbe                                                                               | Umgliederung                                                                               | Neuhaus/Elbe                                                                               | Lüneburg, Niedersachsen                                                                    |
| 30.06.1993 | Stapel                                                                                     | Umgliederung                                                                               | Stapel                                                                                     | Lüneburg, Niedersachsen                                                                    |
| 30.06.1993 | Sückau                                                                                     | Umgliederung                                                                               | Sückau                                                                                     | Lüneburg, Niedersachsen                                                                    |
| 30.06.1993 | Garlitz kleiner Teil von Bohldamm                                                          | Umgliederung                                                                               | Sückau                                                                                     | Lüneburg, Niedersachsen                                                                    |
| 30.06.1993 | Sumte                                                                                      | Umgliederung                                                                               | Sumte                                                                                      | Lüneburg, Niedersachsen                                                                    |
| 30.06.1993 | Teldau OT Stiepelse                                                                        | Umgliederung                                                                               | Sumte                                                                                      | Lüneburg, Niedersachsen                                                                    |
| 30.06.1993 | Tripkau                                                                                    | Umgliederung                                                                               | Tripkau                                                                                    | Lüneburg, Niedersachsen                                                                    |
| 01.07.1993 | Langendamm Petersdorf                                                                      | Eingliederung                                                                              | Ribnitz-Damgarten                                                                          | Ribnitz-Damgarten                                                                          |
| 04.11.1993 | Göhren                                                                                     | Namensänderung                                                                             | Malk Göhren                                                                                | Ludwigslust                                                                                |
| 22.11.1993 | Niendorf                                                                                   | Namensänderung                                                                             | Niendorf an der Rögnitz                                                                    | Ludwigslust                                                                                |
| 11.01.1994 | Plau                                                                                       | Namensänderung                                                                             | Plau am See                                                                                | Lübz                                                                                       |
| 07.03.1994 | Kraase Lehsten Wendorf                                                                     | Eingliederung                                                                              | Möllenhagen                                                                                | Waren                                                                                      |
| 24.03.1994 | Hammer a. Uecker                                                                           | Namensänderung                                                                             | Hammer a. d. Uecker                                                                        | Ueckermünde                                                                                |
| 06.04.1994 | Altenhagen Schuenhagen                                                                     | Eingliederung                                                                              | Velgast                                                                                    | Stralsund                                                                                  |
| 12.06.1994 | Kreisneugliederung 31 Landkreise, 6 kreisfreie Städte → 12 Landkreise, 6 kreisfreie Städte | Kreisneugliederung 31 Landkreise, 6 kreisfreie Städte → 12 Landkreise, 6 kreisfreie Städte | Kreisneugliederung 31 Landkreise, 6 kreisfreie Städte → 12 Landkreise, 6 kreisfreie Städte | Kreisneugliederung 31 Landkreise, 6 kreisfreie Städte → 12 Landkreise, 6 kreisfreie Städte |